# 혜원정사 팔상도
혜원정사팔상도(慧苑精舍八相圖)는 부산광역시 연제구 혜원정사에 모셔져 있는 불화로, 석가의 생애를 여덟 장면으로 나누어 묘사한 팔상도이다. 2002년 5월 6일 부산광역시의 문화재자료 제9호로 지정되었다.

## 참고 자료
- 혜원정사팔상도 - 국가유산청 국가유산포털